# 冤罪殺機
《冤罪殺機》（又译作）是Arkane Studios开发、貝塞斯達軟件公司发行的一款潜入和动作冒险游戏。遊戲故事設定於虛構工業城市「褐牆市」內，身為女王保鑣的主角科沃爾·阿塔諾被誣蔑為殺害女王的兇手，在逃離監禁後他化身為刺客，並向一眾相關人展開復仇。而在途中，科沃爾分別獲得保皇派及界外魔的協助，前者是一群旨在奪回褐牆市的人，而後者則是一個賦予科沃爾超能力的強大存在。多位著名演員為遊戲的不同角色配音，包括蘇珊·莎蘭登、布拉德·道里夫、嘉莉·費雪、迈克尔·马德森、约翰·斯拉特里、琳娜·海蒂以及科洛·莫瑞兹。
遊戲以第一人稱視角進行，玩家能以不同方式進行任務，例如是潛行、戰鬥或混合方式，而遊戲亦著重於玩家的選擇。遊戲允許玩家以不同的途徑及替代路線來探索每一個關卡，並能以非致命的方式完成所有任務及清除所有科沃爾的目標。遊戲的故事和任務會隨著玩家的暴力行為而改變。另外，主角的魔法能力和用具經過設計，組合使用下能創造出新穎多樣的效果。
在三年的早期製作時期內，遊戲開發人員開發了數種版本。在創建褐牆市時，遊戲人員一度以中世紀的日本及17世紀的倫敦為藍本。在開發過程中，測試人員發現可以利用現有的能力及技術來取得意想不到的結果，於是他們試圖重新設計關卡以適應它們，而不是限制它們。另外，遊戲的樂譜由作曲家丹尼爾·李希特創作，旨在重新呈現19世紀的倫敦。
遊戲於2012年10月發售，适用於Microsoft Windows、PlayStation 3和Xbox 360平台。2015年，貝塞斯達亦發行PlayStation 4和Xbox One版本。遊戲獲得各大遊戲評論網站正面評價，主要稱讚推動每個任務的獨立故事，以及玩家有著很大的自由度完成任務。而部份批評則針對遊戲的整體敘述及玩家在操控角色時出現問題。遊戲獲得多個獎項，包括斯派克電子遊戲大獎的最佳動作冒險遊戲及英國學院遊戲獎的最佳遊戲，並被多個遊戲評論媒體評為2012年最佳動作冒險遊戲。遊戲發售後，貝塞斯達還發行了數個追加下載內容，著重於刺客多德的復仇之路。續集《冤罪殺機2》及獨立作品《冤罪殺機：界外魔之死》分別於2016年11月及2017年9月發售。

## 系統

主角探頭觀察前方走廊內的敵人；螢幕左上方之紅色和藍色長條狀物分別代表生命值（Vitality）和魔力（Mana）。

作為一款以第一身視角進行之動作冒險遊戲，《冤罪殺機》強調潛行和運用武裝與環境對抗敵勢力。遊戲世界由一系列以任務為中心、容許玩家自由活動和運用超自然力量的獨立區域組成，包括碼頭、高尚住宅、貧民區街道、浴場等。任務之間，主角暫棲於作為行動總部之「獵犬酒吧」（Hound Pits），可與同伴互動、接受任務簡介和把所得財物兌換為新裝備或補給品。玩家可在戰鬥以外任何時候存檔，遊戲亦設有檢查站存檔功能。遊戲設有四個難度，對魔藥回復能力、敵殺傷力、敵警覺性和敵反應有所影響。在最低難度中，主角生命值能自動回復。
遊戲包含角色扮演元素，主角可對其超自然能力進行升級和作出道德決擇，從而對往後任務造成非線性的影響。每個任務都容許玩家在不殺害任何非玩家角色的情況下完成，而且當主角在完成非玩家角色的支線任務後，該名角色還能代為綁架主角的刺殺目標。每個任務均有多條路徑供玩家探索和達成目標。任務地圖的探索及穿越方式主要是以支援玩家角色的能力為主，而不是單方面限制玩家以指定方式前進。另外，在各任務內都有些特定的元素是隨機生成的，例如是目標的衣著及顏色等，因此玩家需要細心搜索遊戲區域以找到目標。
玩家的行動並非以善良和邪惡區分，而是由「混亂」（Chaos）系統追蹤。攻擊友方、暴力和殺敵量將使遊戲內的「混亂」提高，從而在不懲罰玩家或逼使玩家改變遊玩方式的情況下，影響往後遊戲世界、劇情、非玩家角色對主角的反應、對白和任務。例如，不喜歡暴力的非玩家角色可能會拒絕支援玩家，甚至會出賣他們。與潛行方式相比，雖然使用暴力可使任務更快完成，但會因正面交鋒較多而消耗較多資源。另外，遊戲會針對玩家的混亂值在劇本及場景上作出改變，例如更改對話內容、增加老鼠和受災市民的出現次數以及添加新場景等，而這可能會影響進行中的任務和將來的任務。遊戲亦會按最終混亂值和部分角色的生死而有兩個結局。

### 能力
主角可運用六種主動超自然能力和四種被動超自然能力，能力透過收集以鯨骨製成的遺跡「符文」（Runes）換取，遊戲亦設有四十個能為主角提供超自然輔助之「骨符」（Bone Charms）。遊戲內主要的超自然能力需要玩家利用「符文」來解鎖及購買，而且每個「符文」都能升級。這些超自然能力包括：能使玩家看見牆壁後的敵人以及他們的視野範圍的「黑暗視界」（Dark Vision），進行短距離傳送的「瞬移」（Blink），附身在生物身上並控制他們的「附身」（Possession），召喚一群殘暴老鼠的「吞噬鼠群」（Devouring Swarm），減慢或凍結時間流動的「時間扭曲」（Bend Time），釋放一股強風擊倒敵人的「暴風衝擊」（Wind Blast），以及能把敵人屍體會化為灰燼的「暗影擊殺」（Shadow Kill）。遊戲剛開始時，主角只能裝配三個骨符，但隨著故事推進，玩家可選擇升級使主角裝配最多六個骨符。兩名遊戲總監亦表示，玩家無法於一次遊戲週目內取得所有超自然能力和骨符。超自然能力須消耗魔力發動，已消耗魔力須使用魔藥回復，從而限制如「附身」和「時間扭曲」等強大能力的使用次數；因發動「瞬移」和「黑暗視界」而消耗的魔力能自動回復。另外，主角能使用包括劍、手榴彈、弩和手槍等武器，玩家可透過收集硬幣來升級這些武器。超自然能力和遠程武器由主角左手控制；劍由右手操控。
潛行取決於主角的可視程度，躲藏在掩體和建築物後方、避免進入敵人視界和避開明亮的地區均能減少被發現的機會。主角躲在掩體後方時可探頭觀察附近範圍和竊聽對話，也可透過鎖眼觀察室內情況；安靜地從後接近敵人可無聲地制服他們，倒下的敵人可被抬走藏在其他地點。敵人有不同警戒程度，能發現主角的存在和主動進行搜索；敵人工智能能對聲音作出反應，也會因被聲音吸引而離開原定位置或巡邏路徑。如果玩家能避免被發現，敵人警戒程度會下降但在是次任務中將不會回復至最低水平。敵人亦能透過警戒程度互相溝通，整個任務內敵人的整體警戒程度因此會有所提高。

## 概要

### 背景
遊戲設定於科技與超自然力量並存、設計參考了十九世紀末至二十世紀初倫敦和愛丁堡之虛構工業城市褐牆市（Dunwall）。作為群島帝國（Empire of the Isles）之首都，褐牆市自一名自然哲學家多年前發現鯨油（Whale Oil）能作為燃料後迅速發展為工業與捕鯨中心，但鯨油其後被用於武器發展而導致政府腐敗壓迫人民。同時市內出現鼠疫，大量貧民染病身亡，患者性情變得凶暴，且因出現眼部流血之症狀而被稱為「哭泣者」（Weepers）。自帝國女王被刺殺及其女兒兼皇室正統繼承人被擄走後，褐牆市被一極權政權統治，大量患病市民被政府驅逐或殺害，市內秩序由踏在機械高腳上之重裝甲弓兵「高督兵」（Tallboy）維持，市內各區也被能即時粉碎任何入侵者之電磁牆「光之壁」（Wall of Light）分隔。地下組織「保皇派」（Loyalists）成立並以推翻政府及扶植女王女兒成為新女王為目標。

### 角色

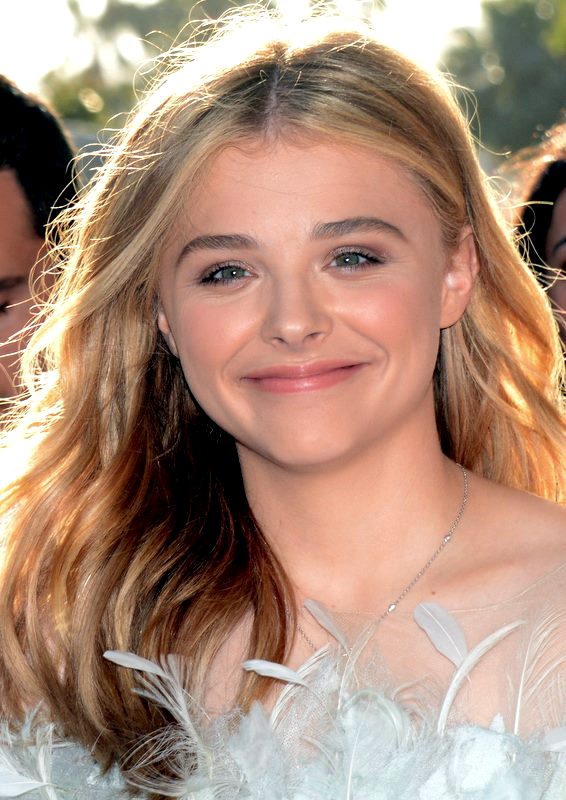
演員科洛·莫瑞茲配音王女艾美莉·卡爾德溫。另外她也為三齣遊戲相關的動畫短片擔任旁述。

遊戲主角為科爾沃·阿塔諾（Corvo Attano），他是一名皇家護衞，擔任著女王賈思敏·卡爾德溫（由艾波·史都華配音）的保鑣。某日，科爾沃被數名刺客襲擊，導致他無法阻止女王被殺及其女兒艾美莉·卡爾德溫（由科洛·莫瑞兹配音）被擄。事件過後，他被誣陷為殺害女王之兇手，逃獄後的他因此化身為刺客向陷害他的相關人士復仇。他擅長於潛行及戰鬥，擁有不尋常的裝備，並能使用超自然能力。為協助玩家融入角色，遊戲設計師把科爾沃設定為無聲角色。後來，科爾沃得到了由海軍上將法利·哈夫洛克（由約翰·斯拉特里配音）領導的保皇派協助，主要成員包括其後為科爾沃打造面具及裝備的皮耶羅·喬普林（由布拉德·道里夫配音），身為國會議員的特雷弗·彭德爾頓（由德瑞克·菲利浦斯配音），船夫塞繆爾（由雷恩·庫崔那配音），新任監督泰格·馬丁（由喬爾·約翰斯通配音），以及擔任王女艾美莉保姆的卡莉絲塔·科諾（由琳娜·海蒂配音）。其他角色還包括前貴族格蘭尼·拉格斯（由蘇珊·莎蘭登配音），被稱為「捕鯨者」的刺客組織頭目多德（由邁克爾·馬德森配音），以及幫派首領松颚（由艾爾·羅德里哥配音）。此外，褐牆市透過揚聲器所播放的政治宣傳語句是由嘉莉·費雪配音。
界外魔經常向科爾沃提供幫助。界外魔被設定為一種神及魔的混合物，他把自己的印記刻印在科爾沃身上並賦予其超自然能力，更向科爾沃提供了一顆會向他訴說周遭秘密的機械心臟。除了科爾沃外，界外魔亦有把印記及特殊能力授予其他角色，例如是刺客多德及女巫黛利拉·考伯斯朋等。負責遊戲設計的史密斯把界外魔形容為不道德的人物，他只會授予能力，但如何使用這些能力則交由接受者自行選擇。界外魔及機械心臟分別由比利·魯什及艾波·史都華配音，而後者同時負責為女王賈思敏·卡爾德溫配音。
科爾沃的復仇對象包括策劃了女王暗殺事件、現為攝政王的海勒姆·伯羅斯，伯羅斯的情人博伊爾夫人，現任國會議員、人稱彭德爾頓兄弟的摩根·彭德爾頓及卡斯提斯·彭德爾頓，高級監督坎貝爾，以及天才發明家索科諾夫。他們分別由克里斯多夫·塔波瑞、安娜·格雷夫斯、扎克·漢克斯、丹尼爾·哈根及羅傑·L·傑克森配音。

### 劇情
褐牆市皇家護衛科爾沃·阿塔诺受女王賈思敏·卡爾德溫（Jessamine Kaldwin）所託往海外尋求克服鼠疫的協助，數月後歸來向女王報告但隨即被數名能使用瞬間移動的刺客襲擊。在魔法抑制下，科爾沃無法阻止女王被殺及其女兒艾美莉·卡爾德溫（Emily Kaldwin）被擄去，此時皇家間諜部長及士兵趕至並把科爾沃以殺害女王與綁架艾美莉的罪名囚禁。六個月後間諜部長掌控了褐牆市成為攝政王，並向翌日將被處決的科爾沃道出其殺害女王及嫁禍予他的計畫。在一個欲推翻現任攝政王及扶植正統王室繼承人艾美莉的組織保皇派協助下，科爾沃於行刑當天逃出監獄，由船夫塞繆爾（Samuel）送至已荒廢之獵犬區酒吧（Hound Pits）與眾人秘密行動。
當晚科爾沃於夢中遇見一黑眼男子界外魔（The Outsider），左手背上被賦予其印記從而獲得運用超自然力量之能力。於往後數天科爾沃分別剷除了參與陰謀之高級監督坎貝爾（High Overseer Campbell）、擁戴攝政王之貴族彭德爾頓兄弟摩根與柯蒂斯（Morgan & Custis Pendletons）、救出被前者二人囚禁於一所澡堂之艾美莉、綁架皇家醫生兼皇室武器發明家索科諾夫（Sokolov）、剷除攝政王情婦兼軍費出資者博伊爾夫人（Lady Boyle），最後成功消滅攝政王，於任務中科爾沃也發現鼠疫由攝政王故意引入，目的為除去市內之低下階層，但老鼠迅速繁殖導致疫情失控，攝政王為免其罪行被揭發而決定殺害女王。科爾沃回到酒吧與眾人慶祝，但在喝下杯中酒後不久失去意識倒在地上：為能透過艾美莉統治褐牆市，保皇派三名領導人著塞繆爾於其酒中下了毒，但塞繆爾暗中把下毒量減半使毒性不致於致命。塞繆爾於逃走前把科爾沃放到一艘小船讓其漂流離開。
科爾沃於醒來後發現自己身處褐牆市內一荒廢水淹區域並被殺害女王的刺客組織囚禁，目的是獲得新任攝政王（保皇派首領）定出之懸賞。科爾沃逃出後經舊下水道及舊碼頭區回到酒吧，發現部分保皇派成員已被殺，守衛在內外搜索，而艾美莉則被帶往帝皇文雀島（Kingsparrow Island）上之燈塔。
最後任務內容及結局因應混亂值而有所不同。高混亂值下，塞繆爾對科爾沃之行為表達失望，科爾沃則分別殺死保皇派三名領導者，以及可決定是否救回被劫持之艾美莉。若救回艾美莉，褐牆市在她登基後將處於混亂狀態，鼠疫繼續流行，科爾沃身故後被艾美莉女王葬於皇宮和被立下紀念碑；若不救回艾美莉，褐牆市將衰亡，科沃爾為艾美莉於皇宮立下紀念碑後乘船離開褐牆市。低混亂值下，塞繆爾對科爾沃之行為表達尊敬，科爾沃則發現三名保皇派領導者其中二人已於到達前被殺，以及可決定是否殺死最後一人。艾美莉被救出後順利登基，鼠疫將被克服，褐牆市將邁向繁榮的黃金時代，科爾沃於數十年後年老身故，遺體由艾美莉女王葬於皇宮（與上任女王合葬）和被立下紀念碑。

## 開發

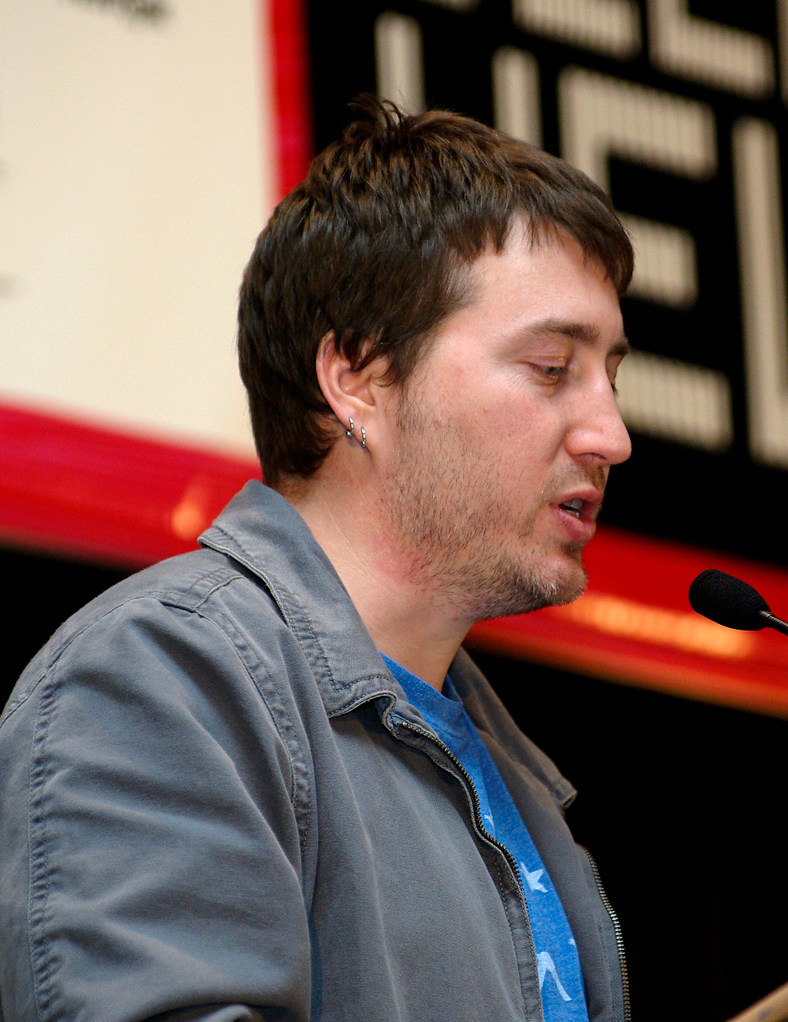
《駭客入侵》的遊戲設計哈維·史密斯是《冤罪殺機》兩名創意總監之一。

2011年7月7日，貝塞斯達軟件公司宣佈《冤罪殺機》將會是一款第一人稱潛行動作冒險遊戲，並對應Microsoft Windows、Playstation 3及Xbox 360平台。這款遊戲亦是Arkane Studios被貝塞斯達母公司ZeniMax Media於2010年8月收購後所發行的第一款遊戲，由Arkane Studios總監拉斐爾·哥蘭東尼奧（Raphaël Colantonio）和《駭客入侵》開發者哈維·史密斯（Harvey Smith）擔任創意總監；首席設計由駭客入侵設計師里卡多·貝雅（Ricardo Bare）擔任；視覺設計總監維克托·安東諾夫（Viktor Antonov）與藝術總監賽巴斯汀·米頓（Sebastien Mitton）帶領藝術團隊。哈維·史密斯、拉斐爾·哥蘭東尼奧、維克托·安東諾夫和賽巴斯汀·米頓利用三年時間進行早期製作。貝塞斯達希望Arkane Studios能開發新遊戲及新知識產權。雖然團隊已對一款相似的遊戲有所構思，但直至貝塞斯達與它們聯絡前仍未有確實的主意。賽巴斯汀·米頓於2009年5月請求維克托·安東諾夫就新的知識產權建立識別藝術。Arkane Studios全體員工均參與遊戲製作。
遊戲分別支援Microsoft Windows及家用遊戲機平台，同時亦支援Microsoft Windows上使用Xbox 360控制器。哈維·史密斯形容工作室的理念是「退一步」，容許那些熱衷於某個平台的開發人員可以參與及專注在該平台的遊戲版本開發工作。遊戲於2012年9月28日正式製作。

### 游戏性
開發團隊研究了主角的超能力搭配（例如「敏捷」配合「瞬移」的移動距離相比兩項能力各自覆蓋的距離為高），並把各個搭配列進任務設計考慮內而非把其加以限制，部分能力於開發階段甚至經過數度修改。遊戲總監對於平衡各種能力感到困難，指開發人員賦予玩家強大的能力，但不希望遊戲因此變得過於容易。團隊利用有效時限、魔力消耗量以及其他特性，令主角擁有的強大能力無法被玩家在短時間內多次使用。
潛行系統原本源於以光線與黑影決定玩家會否被發現的《神偷》系列，但因玩家能在敵人正前方之黑影區域安全躲藏，而被開發人員認為不真實，另外黑影亦會掩蓋地圖設計和影響色彩對比。為免潛行的玩家因長時間停留於同一地區而感到沈悶，遊戲大部分背景對話被設定得較長和能提供遊戲相關背景資訊，相反主線故事對話被設定得較短，讓玩家能打斷說話或殺死講者。
設計師在任務中會先為玩家提供大片活動空間，然後設計前往任務地點的路線，再加入有固定巡邏路線的非玩家角色，并設定其作用。設計師其後觀察玩家如何運用能力，以了解該地區能否提供足夠的挑戰性，並在有需要時加以修改。起初任務為強調能力使用的自由而只提供少量前進方向指引，但經測試後發現玩家容易會迷失方向，或會因服從非玩家角色的指示不進入某些地區導致無法繼續遊戲，設計師隨後增加了更多視覺與對話提示協助玩家前進。在過程中，設計師刪除了一些構想及功能，例如主角會在某間精神病院內面對一些對聲音極為敏感的病人等。在討論使用暴力及遊戲自由的後果時，遊戲開發人員喬·休斯敦（Joe Houston）講述了他的經歷：在遊戲發售後，他看到有一名玩家正在進行潛入化裝舞會的任務，而該玩家直接採取了暴力手段，選擇屠殺所有非玩家角色，並把舞會化作一個混亂的戰場。休斯敦堅定地表示不殺害非玩家角色可以為玩家帶來更多互動和樂趣，但該玩家卻殺害了任務內的所有非玩家角色，這讓他感到不安。後來，創意總監哈維·史密斯在接受訪問時透露，開發團隊原本在遊戲結束時設計了一幕重要場景，若玩家在遊玩過程中任意殺戮非玩家角色，其結果將導致船夫塞繆爾會在遊戲結束前的最後一幕鄙視主角的所作所為，最終選擇背叛並主角向他開槍。史密斯指這一幕只會在玩家採用不道德的玩法下才會出現，但最終開發團隊在承受著壓力的情況下把塞繆爾向主角開槍這一幕刪除了。儘管如此，但史密斯仍然強調玩家任意殺戮非玩家角色的玩法是不符合遊戲團隊的價值觀、不符合遊戲世界的運作方式以及不符合任何小說的敘事方式，更指遊戲團隊希望讓玩家在遊戲中表達自己，但至少要以某種方式讓遊戲世界向玩家的選擇作出回應。

### 设计

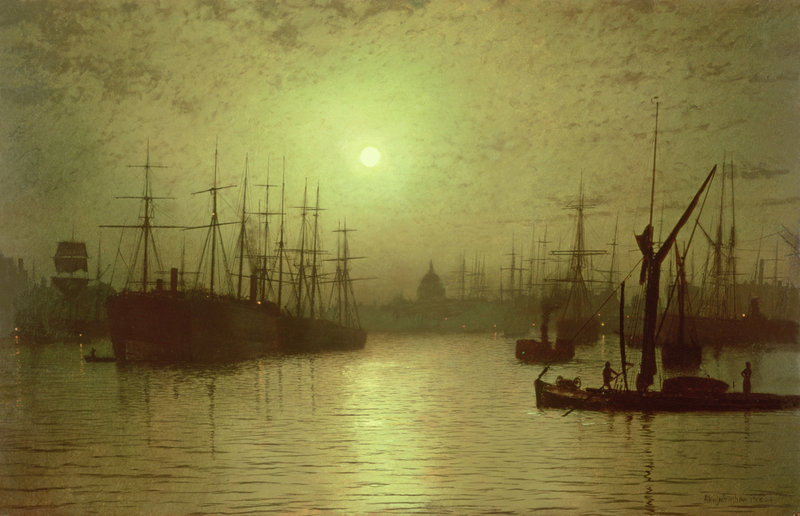
《冤罪殺機》部分氣氛靈感來自十九世紀畫家約翰·阿特金森·格里姆肖描繪倫敦晚上之畫作。

遊戲背景原設定於日本封建時代，但由於設計團隊並不熟悉該時代的文化以及在市場推廣時遇上困難而作廢。Arkane Studios其後把時代設定於歐洲人與美國人均熟悉之1666年倫敦，並在後期設計加入了照射燈、電牆及20世紀科技，但由於遊戲背景已不再與倫敦相同，因此Arkane Studios把其改為設定在虛構城市褐牆市，而該城市則包含著19世紀末至20世紀初倫敦和愛丁堡之影子。在被問及為何倫敦是遊戲背景設計的一個重要靈感時，哈維·史密斯對此表示1666年乃倫敦大火與倫敦大瘟疫結束之年，而這類遊戲應能營造緊張氣氛和危機感，同時解釋為何市集沒有大批民眾。維克托·安東諾夫也表示倫敦是「一個混亂和緊張的大都會，對美國人和歐洲人而言既熟悉也有異國風情」，並強調了熟悉不同文化的重要性，因為「在構思新作品時希望能引起大量人士的共鳴」。另外，安東諾夫指出愛丁堡有著一種封閉感，同時亦提供了不少包含未來色彩之建築設計，而這是與蒸汽龐克設計內的黃銅、鉚釘及蒸汽無法比擬的。為作資料搜集，安東諾夫及米頓二人曾到倫敦與愛丁堡拍攝市民、街道和物件，並集中於能切合遊戲世界之巷子和偏街。米頓更表示「若站在老鼠的角度來設計遊戲，假設我們有一個小城市，從一個受限制的角度來看，我們可以探索的角度有哪些？」另外，設計靈感還來自約翰·阿特金森·格里姆肖、加納萊托及古斯塔夫·多雷的藝術作品。遊戲世界的地圖被設計師們設計為一件藝術品，而且被他們剖開，因此他們可以清楚地知道每個任務的執行地點。
遊戲角色之設計靈感來自倫冒險與海盜故事，例如《鐵血船長》、插畫家查爾斯·達納·吉布森的作品以及來自愛德華時代的倫敦和澳洲的照片。一名解剖專家在Arkane Studios堅持寫實主義和政治不正確時協助確保角色臉孔能代表英國。在設計人物時，米頓把貴族、貧民與敵人等角色配上相應的動作設計，由動畫師把動作呈現以加強情感表現，例如守衛頭部較小、肩膀較低、手部較大、動態包含了人類與猴子的動作。安東諾夫及米頓亦在俄羅斯聘請了一位紡織地毯設計師來設計及繪畫一些遊戲內的藝術品。

高督兵設計插畫

遊戲內一款敵人「高督兵」剛開始被設定為街頭公告員，其後米頓看見有人穿上高腳裝備清潔他們的辦公室正面後，便為它們增加了高腳，而公告員的角色亦被裝置在褐牆市內的擴音器所取代。其後，高督兵的設計改為裝配著鯨油箱、負責點燃街燈的點燈者，但設計人員在進一步考慮後認為他們的機械高腳使他們能從高處避免受鼠疫感染，同時能焚燒死者和對抗患病市民，因此最終被設定為配備弓箭的守衛。基於美觀原因，米頓建議在「高督兵」背後加上一個磷罐，但其後史密斯建議把磷罐改為鯨油箱，這件事最終反過來促使米頓設計了捕鯨船，使鯨魚在城市內隨處可見。對於其他技術，設計師則使用18世紀技術概念化地製造現代物品和車輛，並使用現代工具來創建18世紀的物品。

獵犬區酒吧外觀

另一方面，作為玩家基地的獵犬酒吧在遊戲開發早期是一幢更大的建築物，但完成其室內設計需要太多樓梯和房間，而且大量的攀爬容易令玩家迷失方向。設計團隊後來發現在保留建築物原有外觀的同時，設計較細小和較容易辨別方向的室內裝潢更具挑戰性。最後，酒吧被縮小至一幢帶有愛德華時代色彩的建築物，但室內設計仍像一個迷宮，因此哥蘭東尼奧提出在科爾沃寢室外加設一道鏈子，以便他能夠迅速登上屋頂。設計團隊最終亦決定封閉酒吧的第三層。在整個開發階段中，團隊一直收到不同要求，導致他們需要延長早期製作直至開發過程的結尾。另外，所有設計均由人手繪製。
遊戲內的其中一項道具「心臟」是一顆經科技與超自然力量改造的人類心臟，可協助玩家尋找任務內的可收集物品，亦能提供遊戲地點與人物的資訊。心臟之早期設定為透過震動與聲效判定刺殺對象的工具，其後發展為能夠說話和擁有自我意識。在經過試玩測試後，設計師認為遊戲需要一個更直接的方向引導系統。心臟於遊戲中的角色一直有所改變，亦一直為遊戲內不同角色提供描述，協助突出遊戲主題和以更低調的方式區分市內不同階層。哥蘭東尼奧及史密斯曾擔心作為選擇性道具的心臟將使部分玩家錯失其提供的資訊，但認為這是遊戲提供的自由。

### 音乐
遊戲配樂由丹尼爾·李希特（Daniel Licht）創作，而以小提琴為主之背景音樂代表19世紀之倫敦。李希特之設計理念為讓玩家感到緊張而非作為舒緩，並以「邪惡之霧」形容配樂：音樂於遊戲中滲入和滲出以營造持續的危機感，而非跟隨預設劇情或作為危機的警告。由於遊戲內描述角色間交流的電影劇情片段不多，李希特認為創作角色主題音樂的機會相當有限，因此集中設計背景音樂。另外，一部份李希特的環境音樂樣本被用於遊戲的少數電影場景內，但他並沒有參與製作這些配樂。李希特認為他的配樂融合了符合該段時期的舊式音樂，以及如反轉聲音之類的20世紀技術。遊戲主題曲《Honor for All》由李希特及其姪兒鍾恩（Jon）編寫，歌唱由後者負責，而這首歌曲亦是玩家完成遊戲後的獎勵。

## 發行
遊戲分別在2012年10月9日於北美和法國、10月11日於澳洲、以及10月12日於歐洲和英國發售。為慶祝遊戲於北美發售，哈維·史密斯、拉斐爾·哥蘭東尼奧與Arkane Studios部分員工於當地一所GameStop遊戲店舉行了簽名活動。包含所有追加下載內容之年度遊戲版本於2013年10月發售。2015年8月，貝塞斯達在PlayStation 4及Xbox One平台上推出了遊戲的重製版本《冤罪殺機：決定版》，該版本改善了遊戲畫質及包含了所有已推出的追加下載內容。

### 市場營銷
貝塞斯達開發了一款名為《冤罪殺機：老鼠刺客》（Dishonored: Rat Assassin）的iOS遊戲，並在2012年8月30日免費發布。該遊戲要求玩家使用刀及弩殺死老鼠，同時要避過炸彈的攻擊。遊戲內容的種類和數量令《冤罪殺機：老鼠刺客》備受好評，但亦有部分玩家批評遊戲的深色系視覺，認為這令他們很難看到老鼠。此外，玩家亦經常把這款遊戲與另一款手機遊戲《水果忍者》互作比較。
作為遊戲推廣活動一部分，貝塞斯達僱用了音樂公司「副駕駛策略音樂＋聲效」（Copilot Strategic Music + Sound），以傳統船夫號子「醉酒水手」為藍本而創作了「醉酒捕鯨者」（Drunken Whaler）。為使音樂帶有黑暗和不祥的色彩，Copilot決定歌詞由兒童唱出而非專業的兒童合唱團，但因歌詞涉及割喉和餓鼠而在當地學校僱用兒童方面遇上困難，因此最終邀請了兒童演員、能模仿兒童之成年歌手、以及他們朋友的子女擔任歌唱角色。樂器包括小提琴、改裝結他、以及一個由團隊開發、踏在木質地板上能營造心臟悸動聲效之「捕鯨踏板」（whaler stomp）。「醉酒捕鯨者」被收錄在遊戲預告片中，並在2012年E3電子娛樂展中獲得正面評價。相關預告片在YouTube上之點擊率超過八十五萬並獲得Machinima最佳預告片獎。
作為遊戲劇情之序章，貝塞斯達於2012年9月公開了一連三齣名為《褐牆市之故事》（Tales from Dunwall）之動畫短片，分別交代鯨油如何成為燃料改變褐牆市、界外魔把其印記賦予一男孩讓他復仇、以及主角面具的發明經過。三齣短片均由動畫工作室Psyop和市場推廣公司Rokkan開發，由克蘿伊·摩蕾茲擔任旁述、以及由丹尼爾·李希特創作配樂。三齣短片均獲得克里奧國際廣告獎金獎。而在同月，遊戲更被美國真人秀《特效化妝師大對決》用作義肢化妝效果的靈感來源。

### 追加下載內容
在遊戲發售前，不同零售商都提供了不同的預購獎勵，例如以《冤罪殺機》為主題的塔羅牌、USB鯨油燈、智能手機背貼等。除了以上的實物外，零售商亦為玩家的角色提供了不同的套件，以增強玩家角色的能力及金錢等，其中包括「神秘刺客」、「影之鼠」、「後街屠夫」及「雜技殺手」。

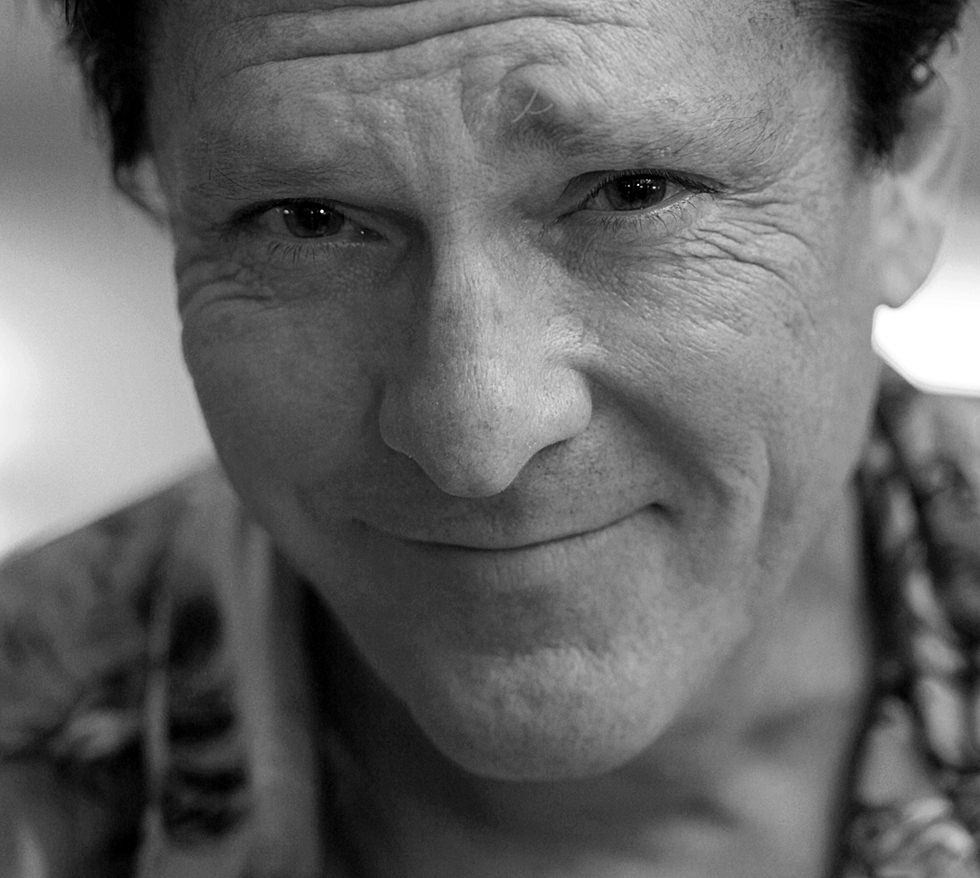
在《冤罪殺機》的追加下載內容內，演員邁克爾·馬德森再次扮演刺客多德的角色。

遊戲的第一個追加下載內容「褐牆市的試煉」（Dunwall City Trials）於2012年12月11日發行，包含了十張新地圖。玩家需要解決一波又一波的敵人，通過時限和分數的挑戰，以及利用暗殺技巧和各種工具解決目標。當玩家完成每一段試煉並達到任務目標後，還能解鎖原始概念圖集。
2012年10月，貝塞斯達宣佈將會於2013年發行兩個追加下載內容，內容是跟隨傳奇刺客多德的步伐暗殺女王，以達到其復仇的目的。
2013年4月16日，貝塞斯達在PlayStation 3、Xbox 360及Microsoft Windows等平台上，發行了第二個追加下載內容「褐牆市之刃」（The Knife of Dunwall）。玩家將扮演傳奇刺客多德並參與刺殺女王的任務，而其中玩家能使用多德的專屬新武器、由界外魔提供的超自然能力，以及全新的召喚刺客技能等。此外，多德身上亦藏有不同的小裝置，例如眩暈地雷、手榴彈及隱藏在手腕上的隱藏式弓箭等。「褐牆市之刃」的劇情與遊戲本體並行，玩家可從多德的視角瞭解暗殺女王這件事的走向，另外亦新增了全新的區域如鯨魚屠房等。當玩家玩畢後，「褐牆市之刃」將會新增額外的難度——「刺客大師」。「褐牆市之刃」的創作總監為里卡多·貝雅，他同時是遊戲本體的設計師。
2013年8月13日，貝塞斯達發行了第三個、亦是最後一個追加下載內容「布萊格摩爾的女巫」（The Brigmore Witches）。內容講述布萊格摩爾的女巫們遵循了多德的要求，以制止其他女巫實施一種會毀滅他的強大儀式。遊戲會從「褐牆市之刃」中斷的地方開始，玩家能使用新的力量、武器和小裝置，同時亦新增了全新的區域供玩家探索。最終，遊戲會以科爾沃掌握著多德的最終命運作為結尾。

## 反響

### 發售前
遊戲在2012年E3電子娛樂展上向公眾展示，並獲得遊戲評論家獎四項提名，分別是最佳動作／冒險遊戲、最佳主機遊戲、最佳原創遊戲及最佳展出。遊戲還在活動上被不同的電子遊戲評論媒體表彰：Gamespy及Joystiq的主編路德維希·基茨曼（Ludwig Keitzmann）授予最佳展出獎，並獲Destructoid及EGM提名。Gamespy及EGM授予最佳動作遊戲獎，並獲Destructoid提名。GameSpot授予E3 2013最佳編輯選擇獎，而G4TV則授予最原創遊戲獎。除上述以外，其他獎項還包括：Digital Trends授予最佳展出獎。Yahoo Games及Game Revolution授予最佳E3選擇獎。Cinema Blend授予E3最佳遊戲獎，而Paste及Stuff則授予E3十大遊戲獎。另外，Kotaku還在活動中將「瞬移」功能列為27大遊戲創意之一。娛樂軟件協會及互動藝術與科學學會的評審們亦選擇了藝術家謝爾蓋·科列索夫（Sergey Kolesov）為遊戲製作的作品《攝政王》（Regent），作為2012年「像素化藝術」展覽的16幅作品之一。在2012年的Gamescom交易展覽會上，遊戲在PlayStation 3和Xbox 360雙平台上同時獲得了最佳主機遊戲獎，以及最佳Gamescom獎。而在同一活動內，Eurogamer指遊戲應在EGX展會上獲得最佳遊戲獎。其後，2012年EGX展會的與會者直指遊戲應是最佳遊戲獎的第一名。

### 評價
遊戲普遍獲得正面評價。遊戲評論網站Metacritic分別基於29條評論給予遊戲的Microsoft Windows版本91/100的評價，基於35條評論給予遊戲的PlayStation 3版本89/100的評價，以及基於56條評論給予遊戲的Xbox 360版本88/100的評價。
遊戲的劇情獲得兩極化的評價，大多評論家稱讚推動每個任務的獨立故事，但批評了遊戲的整體敘述。IGN的卡姆·謝伊（Cam Shea）表示雖然劇情相對於遊戲的難忘時刻而言較弱，但認為這是一款玩家會與朋友提及的遊戲。Eurogamer的丹·懷特黑德（Dan Whitehead）、The Verge的亞瑟·吉斯（Arthur Gies）及Giant Bomb的帕特里克·克莱佩克（Patrick Klepek）批評遊戲後期的任務沒甚特別，後期敘述出錯，以及結局倉促。克莱佩克亦批評任務內的周遭對白過於重複。懷特黑德則認為獨特、創新和突出的任務使遊玩過程令人難忘而且超越了劇情。Joystiq的亞歷山大·斯利溫斯基（Alexander Sliwinski）對倉促的結局感到失望，並認為劇情未能讓玩家探索褐牆市，但整體而言使他希望繼續遊玩。《The Escapist》的蘇珊·阿倫特（Susan Arendt）認為劇情進度及節奏良好。而Shacknews的約翰·基弗（John Keefer）則表示遊戲能使人投入情感且有角色扮演感，但部分劇情未有充分解釋或發揮。
遊戲容許玩家以不同方式完成目標和探索關卡，故備受評論家的廣泛讚揚。Shacknews的基弗表示主角的能力和裝備沒有使劇情減弱，而只是作為輔助品讓玩家利用創意和智慧完成任務，但由於部分任務自由度過高，玩家有可能不知道應採取甚麼行動。The Verge的吉斯則認為從關卡設計而言，遊戲早期看似沒甚組織，但探索後能發現設計師花了不少心思思考玩家會採取的行動，讓他們不必跟隨特定的做法而能作多方面嘗試。GameSpot的克里斯·沃特斯（Chris Watters）享受於任務內透過有趣的能力選擇不同的路徑和方法的過程，特別是「瞬移」功能，並認為高度的自由使《冤罪殺機》成為2012年其中一款最突出的遊戲。《The Escapist》的阿倫特表示遊戲的自由度亦是缺點，部分遊玩方式使玩家必定選用某些能力，而這些能力升至最高等級後將使玩家不願徹底探索任務。《Game Informer》的喬·朱巴（Joe Juba）亦認為遊戲鼓勵潛行，並會懲罰選擇某些路徑（尤其是暴力）的玩家，使遊玩過程變得困難和結局較令人不滿。Kotaku的傑森·施瑞爾（Jason Schreier）把《冤罪殺機》與其他現代遊戲作出比較，表示其他遊戲或要求玩家找出特定方法擊敗敵人或解謎，而《冤罪殺機》則使玩家代入設計師角色，提供一系列工具讓玩家體驗他們如何與遊戲世界互動。
評論家認為遊戲變化提高重玩價值。《電腦與電子遊戲》的亞歷克斯·戴爾（Alex Dale）讚揚遊戲的多變性和重玩性，並認為遊戲不迫使玩家接觸所有元素，但能使玩家有此衝動。News.com.au的威廉·科文（William Colvin）表示遊戲的唯一缺點可能是它提供了太多選擇。GameSpot的沃特斯亦表示遊戲的重玩性達到了強迫性的程度。玩家在控制科爾沃時出現了問題，Eurogamer的懷特黑德指在對話背景中無法控制科爾沃，但Joystiq的斯利溫斯基則表示功能沒有問題。
評論家批評了遊戲的AI，但亦有部份持不一致的意見。Eurogamer的懷特黑德以自身的經歷作例子，批評敵人可以從遠處看到科爾沃，但有時科爾沃在敵人周邊時他們卻看不見他。《Game Informer》的朱巴批評敵人的探知能力非常不一致，導致玩家無法預測及無法依賴潛行，若玩家專注於潛行亦可能會遭到蜂擁而至的敵人的猛烈攻擊。另外，G4的傑克·加斯基爾（Jake Gaskill）指AI在戰鬥中表現出色，敵人採用了不同的戰術並有效地抵擋玩家的攻擊，但當敵人未有警覺時，他們會無視玩家在他們面前所作的行動。GameSpot的沃特斯亦表示敵人AI不時有智能下降的問題出現，但它們仍然頑強及機敏，足以發起一場像樣的戰鬥。
遊戲的視覺效果和設計得到了普遍好評。G4的加斯基爾指遊戲的藝術風格獨特，而遊戲世界既生動亦完全實現了這點。The Verge的吉斯則表示這款遊戲有一個「統一的願景和設計」，又指這與現代的遊戲產品截然不同。News.com.au的科文把《冤罪殺機》描述為「媒介的勝利」（a triumph for the medium），指它是一款為視覺、故事和角色表現設定基準的遊戲，並表示它很容易成為「你將會在今年遊玩的最佳遊戲」。《Game Informer》的朱巴發現靈感來自蒸汽朋克的技術設計引人入勝，同時指視覺風格和藝術指導提供了獨特美學，而其伴隨著在城市中發現的「黑暗且令人不安」的傳說。
評論家將《冤罪殺機》與2000年代初期廣受好評的電子遊戲互作比較，例如是《駭客入侵》系列及《神偷：暗黑计划》系列等。《每日電訊報》的湯姆·霍金斯（Tom Hoggins）表示「這款遊戲是屬於有思想的人，是世纪交替內一個美好的時代，它珍惜玩家的控制和選擇」，又把它與當代的「嘈雜、狂暴、激動、迷戀於軍事行動以及幾乎沒有互動」的動作遊戲作比較。而《電腦與電子遊戲》的戴爾則稱遊戲為「這一世代最偉大的遊戲之一」，又指它的出色之處在於可以從舊遊戲中汲取靈感，並允許玩家在無任何建議提供的情況下找出解決方案。戴爾續指這款遊戲在長時間以來才是第一款真正的潛行遊戲，甚至在當代遊戲內能與《神偷：暗黑计划》作最接近的比較。另外，Kotaku的施瑞爾表示這款遊戲融合了《駭客入侵》般隨心所欲的玩法，以及《生化奇兵》般精湛的遊戲世界設計。
遊戲第一個以故事作賣點的追加下載內容「褐牆市之刃」，因其鼓勵玩家探索隱藏內容及替代路線以穿越地圖的不同區域，故在關卡設計上獲得評論家的讚揚。而針對某些功能的修改（特別是「瞬移」功能），以及遊戲玩法的改變，同樣獲得好評。但是，「褐牆市之刃」的故事內容則普遍受到批評。IGN的謝亞指「褐牆市之刃」感覺上類似一款半製成品，故事沒有緊迫感，而且結局令人失望。Polygon的吉斯指刺客多德沒有復仇的動機，而且把他設計為不會死亡的角色使其與故事脫節。相反，「布萊格摩爾的女巫」的故事性則獲得不同的評價。Destructoid的弗雷澤·布朗（Fraser Brown）指它提供了一個更吸引人的故事，但Polygon的吉斯則表示它與「褐牆市之刃」同樣缺乏張力，又指結局讓人感到倉促且不滿意。另一方面，遊戲的玩法普遍被認為有所改進。Destructoid的布朗表示遊戲提供了更加複雜的關卡設計及更細微的世界構建，從而令玩家在遊玩時需要使用更周到的方法。《PC Gamer》的理查德·科贝特（Richard Cobbett）讚賞每個關卡都有一個獨特的主題，並充分提供了潛行和暴力的遊戲玩法。Polygon的吉斯則表示只有最後一個關卡比之前的追加下載內容有所改進，並指它引入了新機制，令潛行的玩家必須與周遭環境進行互動。

### 銷量
在《冤罪殺機》發售前一週，即2012年9月30日至10月6日這段期間內，它在Steam平台的每周暢銷排行榜上排名第三位，而且這只是預售的數據。在英國銷售的第一週，遊戲在全平台上的銷量排名第二位，僅次於已連續三週排名第一位的《FIFA 13》，電腦遊戲銷量排名第一位，並超越了《香港秘密警察》成為銷售量最多的2012年原創遊戲。遊戲後來在英國最暢銷遊戲排行榜上位列第24位，同時在2012年最暢銷原創遊戲排行榜上位列第2位。另外，根據實體版的銷售數據，遊戲在2010年代最暢銷原創遊戲排行榜上排名第9位。
在北美地區，《冤罪殺機》在2012年10月時是第四暢銷的遊戲，實體版銷量為460,200份，僅次於《精靈寶可夢 黑2》、《生化危機6》及《NBA 2K13》。而在2012年的感恩節假期週末（即11月23日至25日），遊戲在Steam平台上的銷量排名第一位。

### 獎項與榮譽
《冤罪殺機》在2012年斯派克電子遊戲大獎上獲選為最佳動作冒險遊戲，並獲最佳畫面、最佳PS3遊戲、最佳Xbox 360遊戲、年度工作室及年度遊戲合共五項提名。在Machinima公司的第4屆獨立遊戲獎上，遊戲亦獲選為最佳環境設計。而在2013年的第16屆D.I.C.E.獎內，遊戲獲年度冒險遊戲、藝術指導傑出成就、遊戲指導傑出成就、遊戲設計傑出成就及傑出故事成就共五項提名。視覺效果協會則在傑出實時視覺效果（電子遊戲）此獎項上提名了維克托·安東諾夫（Viktor Antonov）、賽巴斯汀·米頓（Sebastien Mitton）、尚-路克·莫內（Jean-Luc Monnet）及朱利安·羅比（Julien Roby）。另外，遊戲還獲得了遊戲開發者選擇獎的觀眾之選獎，以及最佳遊戲設計、最佳敘事、最佳視覺藝術和年度遊戲合共四項提名。
在IGN的2012最佳遊戲獎上，遊戲獲頒整體最佳動作遊戲及最佳PC動作遊戲，並獲提名整體最佳遊戲、最佳PlayStation 3動作遊戲及最佳Xbox 360動作遊戲。Game Informer把遊戲評為最佳動作遊戲，以及2012年50款最佳遊戲之一。此外，PlayStation官方雜誌把遊戲評為年度遊戲，官方Xbox雜誌把其評為最佳原創遊戲，1UP.com把其評為2012年最喜愛的遊戲之一，Jeuxvideo.com把其列入2012年十大PC遊戲的第二位，而ActionTrip則把其評為最佳動作遊戲。在Yahoo! Games的2012年年度遊戲大獎內，遊戲被評為最佳動作／冒險遊戲。在GameSpot的2012年度最佳遊戲獎內，遊戲獲選為最佳動作／冒險遊戲、最佳PlayStation 3遊戲和最佳Xbox 360遊戲。在2013年英國電影和電視藝術學院頒發的英國學院遊戲獎內，遊戲獲頒最佳遊戲獎，並獲提名最佳遊戲設計及最佳遊戲劇情。而在2013年的金搖杆獎中，遊戲獲得了六項提名，分別是年度遊戲、最佳新遊戲、最佳敘事、年度遊戲工作室、最佳視覺設計以及最佳遊戲時刻。雜誌《Edge》更把Arkane Studios評為年度最佳工作室。2014年，IGN把遊戲列為當代主機最佳遊戲第67位，而PC Gamer則把它列入100大電腦遊戲的第32名。
《冤罪殺機》亦出現在不同媒體的2012年最佳遊戲排行榜上。遊戲在Ars Technica、CBS新聞、CNET、有線電視新聞網、《Edge》、《每日鏡報》及《福布斯》的排行榜上位列第1位，而在《衛報》的排行榜上則與《XCOM：未知敵人》共同位列第一。此外，遊戲在GameFront、《都市報》及《Paste》的排行榜上排行第3位，在《今日美國》的排行榜上排行第5位，在GameSpy及Joystiq的排行榜上排行第6位，以及在《偏鋒雜誌》的排行榜上排行第10位。Gamasutra把遊戲列為2012年十大最佳遊戲之一，而Eurogamer的讀者則把其評為2012年最佳遊戲。2013年，GamingBolt在評選史上最偉大的100款電子遊戲時，把遊戲列於第95位。2015年，Rock, Paper, Shotgun在史上最佳PC第一人稱射擊遊戲的排行榜上把遊戲列於第23位，而PC Gamer則在最偉大的PC遊戲排行榜上把其列於第6位。2019年，IGN把遊戲列為史上最佳電子遊戲的第97位，而Eurogamer則把遊戲評為十年來最佳遊戲之一。
| 年份 | 獎項               | 類別                         | 獲獎者／獲提名者                                          | 結果 | 參考資料        |
| ---- | ------------------ | ---------------------------- | --------------------------------------------------------- | ---- | --------------- |
| 2012 | 斯派克電子遊戲大獎 | 最佳動作冒險遊戲             | 冤罪殺機                                                  | 獲獎 | [ 151 ]         |
| 2012 | 斯派克電子遊戲大獎 | 最佳畫面                     | 冤罪殺機                                                  | 提名 | [ 151 ]         |
| 2012 | 斯派克電子遊戲大獎 | 最佳PS3遊戲                  | 冤罪殺機                                                  | 提名 | [ 151 ]         |
| 2012 | 斯派克電子遊戲大獎 | 年度工作室                   | Arkane Studios                                            | 提名 | [ 151 ]         |
| 2012 | 斯派克電子遊戲大獎 | 最佳Xbox 360遊戲             | 冤罪殺機                                                  | 提名 | [ 151 ]         |
| 2012 | 斯派克電子遊戲大獎 | 年度遊戲                     | 冤罪殺機                                                  | 提名 | [ 151 ]         |
| 2013 | 英國學院遊戲獎     | 最佳遊戲                     | 冤罪殺機                                                  | 獲獎 | [ 171 ] [ 172 ] |
| 2013 | 英國學院遊戲獎     | 最佳遊戲設計                 | 冤罪殺機                                                  | 提名 | [ 171 ] [ 172 ] |
| 2013 | 英國學院遊戲獎     | 最佳遊戲劇情                 | 冤罪殺機                                                  | 提名 | [ 171 ] [ 172 ] |
| 2013 | D.I.C.E.獎         | 年度冒險遊戲                 | 冤罪殺機                                                  | 提名 | [ 153 ]         |
| 2013 | D.I.C.E.獎         | 藝術指導傑出成就             | 冤罪殺機                                                  | 提名 | [ 153 ]         |
| 2013 | D.I.C.E.獎         | 遊戲指導傑出成就             | 冤罪殺機                                                  | 提名 | [ 153 ]         |
| 2013 | D.I.C.E.獎         | 遊戲設計傑出成就             | 冤罪殺機                                                  | 提名 | [ 153 ]         |
| 2013 | D.I.C.E.獎         | 傑出故事成就                 | 冤罪殺機                                                  | 提名 | [ 153 ]         |
| 2013 | 遊戲開發者選擇獎   | 觀眾之選                     | 冤罪殺機                                                  | 獲獎 | [ 155 ]         |
| 2013 | 遊戲開發者選擇獎   | 最佳遊戲設計                 | 冤罪殺機                                                  | 提名 | [ 155 ]         |
| 2013 | 遊戲開發者選擇獎   | 最佳敘事                     | 冤罪殺機                                                  | 提名 | [ 155 ]         |
| 2013 | 遊戲開發者選擇獎   | 最佳視覺藝術                 | 冤罪殺機                                                  | 提名 | [ 155 ]         |
| 2013 | 遊戲開發者選擇獎   | 年度遊戲                     | 冤罪殺機                                                  | 提名 | [ 155 ]         |
| 2013 | 視覺效果協會       | 傑出實時視覺效果（電子遊戲） | 維克托·安東諾夫、賽巴斯汀·米頓、尚-路克·莫內、朱利安·羅比 | 提名 | [ 154 ]         |
| 2013 | 金搖杆獎           | 年度遊戲                     | 冤罪殺機                                                  | 提名 | [ 173 ]         |
| 2013 | 金搖杆獎           | 最佳新遊戲                   | 冤罪殺機                                                  | 提名 | [ 173 ]         |
| 2013 | 金搖杆獎           | 最佳敘事                     | 冤罪殺機                                                  | 提名 | [ 173 ]         |
| 2013 | 金搖杆獎           | 年度遊戲工作室               | Arkane Studios                                            | 提名 | [ 173 ]         |
| 2013 | 金搖杆獎           | 最佳視覺設計                 | 冤罪殺機                                                  | 提名 | [ 173 ]         |
| 2013 | 金搖杆獎           | 最佳遊戲時刻                 | 冤罪殺機 – 博伊爾夫人的最後派對                           | 提名 | [ 173 ]         |

## 續作和改編
2012年11月28日，貝塞斯達表示《冤罪殺機》的銷量超出了他們的預期，因此打算將遊戲發展成一個系列。2016年11月11日，貝塞斯達發行了續作《冤罪殺機2》。遊戲故事設定於前作的15年後，艾美莉女王的統治被女巫黛利拉及索科諾斯公爵聯合發動的政變所推翻，其帝位被廢黜。玩家需扮演科爾沃或艾美莉，制止政變並奪回褐牆市。
2017年9月15日，貝塞斯達發行了《冤罪殺機：界外魔之死》，而這是該遊戲系列內的第一款獨立作品。遊戲故事發生在《冤罪殺機2》之後，玩家需扮演刺客多德的前任副手——比莉·羅克，找回多德並試圖擊敗界外魔。
另外，桌上遊戲《冤罪殺機：角色扮演遊戲》在2020年9月29日發售。該遊戲以《冤罪殺機》為主題，由Modiphius Entertainment開發，並由桌遊設計師內森·唐德爾（Nathan Dowdell）負責調整及修改。開發公司亦與原作的設計師哈維·史密斯合作，確保桌遊能呈現原版遊戲的魅力。這款桌遊包含一本300多頁的規則手冊及一個可自定義的20面骰子，玩家可以在不同故事主題中扮演罪犯、刺客、探險家及保皇派等角色。

## 劇情對白
1. ↑  女王：「科爾沃，我是多麼希望有其他我信任的人可以差遣，讓你可以留在我身邊，但是沒有其他人，而且皇家間諜部長堅持要我派遣你的想法是正確的。瘟疫已經使許多人喪生，我們必須要尋求對策。當你在我身邊時我心境就能平靜下來。艾美莉和我將數著日子等你回來，快歸鄉，帶好消息回來。」
2. ↑  卡諾上尉：「帶我們返回褐牆塔。科爾沃大人有給女王的消息，而且我們走了很遠的路...」士兵：「把女王的保鑣送走數個月，那才是不尋常。」
3. ↑  女王：「很高興你回來了。你帶來了甚麼消息？」
4. ↑  女王：「謝謝你，科爾沃，如果你不在的話－不，不要！別再來！」艾美莉：「媽咪！」女王：「不！別碰她！科爾沃！呀！」艾美莉：「媽咪！走開！科爾沃！」女王：「科爾沃... 一切都... 崩潰了。找...找艾美莉，保護她。只有你，你會知道該怎樣做，對吧？科爾沃？」
5. ↑  高級監督：「我的天呀，看他做了甚麼。」間諜部長：「對，他殺死了女王。你對艾美莉小姐做了甚麼，叛徒？」高級監督：「被她自己的保鑣，真是諷刺。」間諜部長：「我會保證你人頭落地，科爾沃。帶他走。」
6. ↑  間諜部長：「科爾沃，女王已死，她女兒艾美莉被藏了起來，真相將永遠沒有人知道。」高級監督：「對，算你運氣不濟。明天你將被處決，但這是為了一個好的目標。這國家現在需要強而有力的領導，需要有人帶領弱者，那就是我們的作用。」間諜部長：「這與私人恩怨無關，縱然你幾乎壞了我們的計畫，但結果對我們很有利。你在適當的時機在不合適的地點出現了，必須有人作出犧牲。」
7. ↑  匿名訊息：科爾沃，我們是誰於此刻並不重要，你只需要知道我們信任你。這是你牢房的鑰匙，你一出去後前往監獄的審問室，拿那處的炸藥安裝在外門上。當炸彈爆炸後就逃跑，逃往河中並在下水道內擺脫追兵，你將會在那兒找到一些用得上的裝備。其中一名守衛會在你牢房外留下一件武器，祝你好運，我們需要你為接下來的事好好活著。－一位朋友
8. ↑  致皇家護衛：幸會，科爾沃，或許我應說皇家護衛，畢竟那是你在這名銜被非法褫奪前的身份。我們是帝國和真正女王的僕人，一群很希望與你見面的保皇派人士。請拿去這些由群島最上等的材料製成的武器，然後在隧道通往河流附近與我們的人塞繆爾會合。
9. ↑  塞繆爾：「我是塞繆爾，我替一些很想和你見面的人工作... 我會帶你見他們，就在河流下游。」
10. ↑  塞繆爾：「這是獵犬區酒吧，關了門沒有營業，這區有一半因瘟疫而被隔離了。我們就在攝政王鼻子底下而他一無所知... 我會帶你見哈夫洛克上將和其他保皇派成員。」
11. ↑  界外魔：「我是界外魔，這是我的印記。你的世界內和外均有力量存在，是被稱為魔法的力量，現在這些力量將服從於你。」
12. ↑  攝政王之自白：如果我解釋的話，那麼你會明白，我並沒有錯。我的貧窮剷除計畫原本能為城市帶來繁榮，除掉那些浪費時間在淫穢和酒精上、除了乞討我們辛苦得來的金錢外無家無業的無賴，而計畫很簡單－從潘迪西亞大陸引進帶菌老鼠，讓牠們替我們處理掉那些窮人。計畫很順利，一開始時，但那些老鼠－簡直像是想把我弄跨似的。牠們躲避著捕鼠人，以恐怖的速度繁殖，很快所有人不論貧富都患病了。然後他們開始起疑，女王任命我調查老鼠是否被外來力量引進。我知道最終將會真相大白，因此除了除掉她和由我自己掌權外沒有其他辦法。她必須要死，你看。她必須要死。殺死女王並不是一件易事，但這給我機會運用些實權處理瘟疫。隔離！把病人驅逐出境！但總有白痴女人尋找她那失蹤的嬰兒，或是流著鼻涕的工人尋找他失蹤的妻子，然後隔離被打破了！但你能看見我的計畫原本該能怎樣嗎？該能成功！如果大家都能遵守命令的話。
13. ↑  哈夫洛克上將：「敬科爾沃！改寫了歷史的人！」彭德爾頓勳爵：「敬艾美莉·卡德溫爾和褐牆市新的黎明和帝國！」
14. ↑  馬田監督：「塞繆爾，你走路像是喝醉了似的！毒藥是否有效？他是否已死了？」彭德爾頓勳爵：「有效才好，它花了我一個月利潤。」塞繆爾：「是的先生，我相信科沃爾已嚥下他最後一口氣了，就像你希望的那樣。」哈夫洛克上將：「那麼你做得很好。」馬田監督：「記著我們需要屍首。如果我們交出謀害女王的人的屍體，我們會被譽為英雄。」哈夫洛克上將：「對，這會合法化我們的行動。我們將會是救出艾美莉和使攝政王下台和殺死了他的刺客的人。你會親自處理他屍體的吧，塞繆爾？」塞繆爾：「是的，先生。」
15. ↑  塞繆爾：「對不起發生了可怕的事，科爾沃，但我只對你下了一半毒藥。他們在看著我動手，我當時只想到這樣做。我認為你體質強壯能活過來。」
16. ↑  塞繆爾：「我會把你放到一艘小船上，然後我也要在他們發現我違抗他們意圖前送我自己離開。」
17. ↑  達烏特：「我所知甚多，保鑣... 我也知道一刀刺進你女王時的感覺。」
18. ↑  界外魔：「你終於來到了，一個荒廢和水淹的世界，被殺害了你女王的刺客達烏特囚禁。」
19. ↑  懸賞帳目節錄：科爾沃－拘禁中，以活口交出
20. ↑  塞西莉亞（低混亂）：「一開始時，彭德爾頓說是時候給予我們報酬。哈夫洛克站在他們後面，然後向他們每人的頭後面開槍，就像他的射擊練習般。莉迪亞完全沒有時間尖叫... 上將本來要射殺卡莉斯塔，然後他咕噥說他欠她叔叔卡諾上尉一個人情。他們說是時候對付索科諾夫，然後前往他的籠子，之後的事我不知道了。」
21. ↑  塞西莉亞（高混亂）：「哈夫洛克把我們叫到庭園，但我不舒服，我只在閣樓看著。上將帶了一把彎刀，他把它刺進瓦倫斯眼睛，之後輪到莉迪亞，他對卡莉斯塔背部開了一槍，艾美莉全都看見了。哈夫洛克一直在大叫他們所做的事不能讓任何人知道，彭德爾頓完全不敢直視他的臉。他們說是時候對付索科諾夫，然後前往他的籠子，之後的事我不知道了。」
22. ↑  哈夫洛克對士兵的命令：萬寧上尉，我們已追查陰謀派至獵犬區酒吧... 直至我們確定科爾沃和他的同伴被處理掉前，我會在帝皇文雀島上的燈塔把艾美莉·卡爾德溫女王留在我身邊。 －攝政王哈夫洛克
23. ↑  塞繆爾（中混亂）：「至於你，我有些失望，科爾沃。你像是為了暴力而離開了正道。」
24. ↑  塞繆爾（高混亂）：「至於你，科爾沃... 你所做的一切，你是我們當中最壞的一個... 我不喜歡你現在的模樣，比那些叛徒不好得哪裏去。」
25. ↑  界外魔：「歷史會告訴我們甚麼？ 一個被害女王的女兒踏著一山屍體，被一位名為科爾沃的刺客陪同著登上王位？不，他們會說小艾美莉·卡爾德溫一世在一個恐怖和腐敗的時代中得勢，而她在一個對小女孩或女王均不友善的世界中竭盡所能。」
26. ↑  界外魔：「但無論故事有否提及你的名字，她將會記得你曾在那兒，科爾沃。」
27. ↑  界外魔：「我不了解你，科爾沃，但我很享受這齣好戲。陰謀與秘密，屠殺和背叛，一個帝國死亡前的陣痛！而你是一個復仇之神，到處散播混亂。這城市已在自生自滅，騙子和商人和貴族就像屍骸上的蛆一般，很快連老鼠也沒有可以吃的了。這樣也好，帝國已在滅亡，徹底的腐爛了，所需要的只是一個合適的人把它推出斷崖。」
28. ↑  界外魔：「但現在你將會在一艘外駛的船上消失於地平線上。我在想，你是在追逐甚麼，或是在逃走？」
29. ↑  塞繆爾：「我只想說與你共事很開心... 我知道你很厲害，科爾沃，但你總算應付了這爛攤子而且沒有忘記甚麼才是最重要，為此我尊敬你。」
30. ↑  界外魔：「無主時代結束了，現在艾美莉·卡爾德溫一世將在動盪後坐上她母親的王位。你將站在她身旁，指導她年幼的心靈，並且保護她不被利用或受到傷害。」
31. ↑  界外魔：「就這樣，隨著瘟疫結束和艾美莉登基，你親手締造了一個黃金時代。」
32. ↑  界外魔：「數十年後，當你頭髮變白然後離開這個世界，艾美莉女王－位於權力頂峰的睿智女王艾美莉－將會把你安葬在她母親的大墓塚中，因為你對她而言並不只是皇家護衛。」

## 相關链接
- 官方网站